# Lúcio Calpúrnio Pisão, o Áugure
Lúcio Calpúrnio Pisão (em latim: Lucius Calpurnius Piso; m. 24), conhecido como Lúcio Calpúrnio Pisão, o Áugure ou Lúcio Calpúrnio Pisão Áugure, foi um senador romano da gente Calpúrnia eleito cônsul em 1 a.C. com Cosso Cornélio Lêntulo e um áugure. Pisão era filho de Cneu Calpúrnio Pisão, cônsul em 23 a.C., e irmão de Cneu Calpúrnio Pisão, cônsul em 7 a.C..

## História
Por influência de seu irmão, Pisão conseguiu avançar rapidamente a sua carreira e chegou ao consulado já em 1 a.C.. Depois disto, foi nomeado procônsul da Ásia por volta de 1 d.C..
Em 16, depois do julgamento por traição e do suicídio de Marco Escribônio Libão, Pisão afirmou seu desgosto com a corrupção do sistema judicial romano. Ele declarou que deixaria Roma para viver num exílio auto-imposto até sua morte, mas foi convencido a ficar em Roma pelo imperador Tibério. No mesmo ano, Pisão tentou processar Urgulânia, uma amiga íntima da mãe de Tibério, Lívia. Ela se recusou a comparecer na corte e se refugiou no palácio imperial; Lívia, em paralelo, denunciou-o ao imperador, que foi forçado a intervir determinando o pagamento de uma pesada multa por Urgulânia.
Em 20, Calpúrnio Pisão foi um dos advogados que defendeu seu irmão Cneu contra uma acusação de traição suspeito de ter assassinado o herdeiro de Tibério, o general Germânico. Apesar de seus esforços, Cneu foi condenado e acabou se matando. Quatro anos depois, o próprio Pisão foi acusado de traição, mas morreu antes de ser processado.
Um membro do colégio dos áugures, Pisão foi descrito como sendo uma pessoa de temperamento furioso e violento e que não tinha pudores ao declarar o que pensava a Tibério. Sabe-se que ele se casou com uma Estacília.